# Charles Alois Ramsay
Pour les articles homonymes, voir Ramsay.
 (septembre 2015).
Si vous disposez d'ouvrages ou d'articles de référence ou si vous connaissez des sites web de qualité traitant du thème abordé ici, merci de compléter l'article en donnant les références utiles à sa vérifiabilité et en les liant à la section « Notes et références ».
Charles Alois Ramsay ou Charles Aloysius Ramsay, né en 1617 à Elbląg et mort entre 1679 et 1689, est l'auteur d'une méthode de sténographie.

## Biographie
Charles-Aloysius Ramsay est un descendant d'une noble famille écossaise né à Elbląg, en Prusse. Il étudie la chimie et la médecine. En 1677, il vit à Francfort puis s'expatrie à Paris en 1680. Il s'intéresse à la tachéographie, science qui connaît un important essor en Angleterre au XVIIe siècle. Tachéographie signifie "écrire rapidement", on la connaît aujourd'hui sous le nom de sténographie.

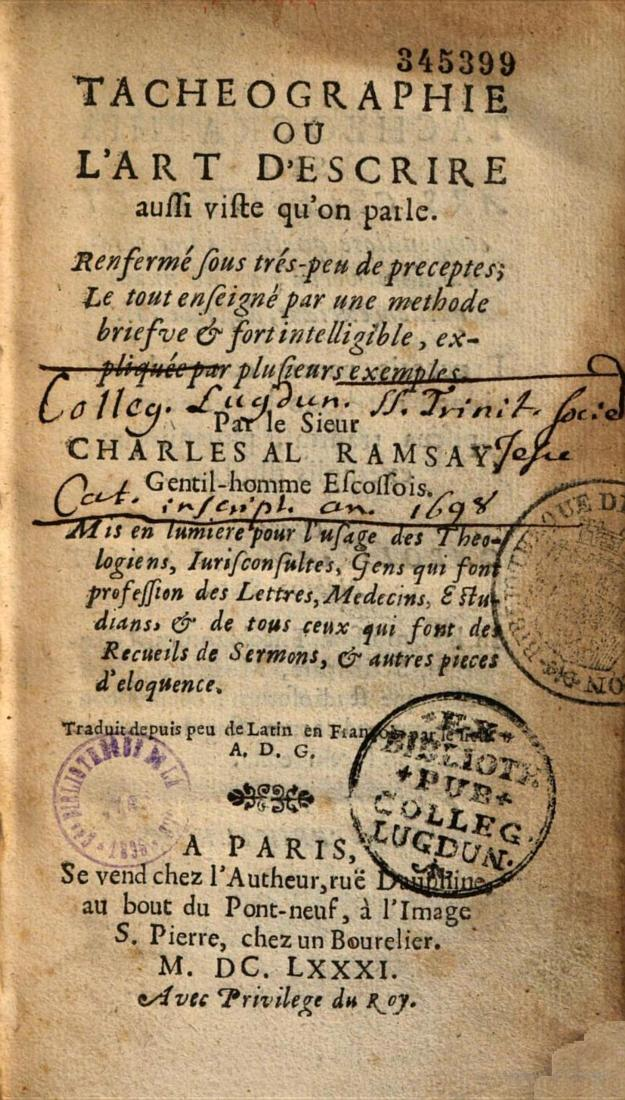
Tacheographie de Charles Al Ramsay

En 1681, Charles Alois Ramsay publie à Paris Tachéographie ou l'art d'écrire aussi vite que la parole, en latin et en français, basé sur le système de Shelton. La première édition est en fait publiée à Francfort en 1678. Il consacre son œuvre à la théologie, à la justice, aux hommes de lettres, médecins, étudiants et à toutes les personnes qui doivent retranscrire rapidement la parole. Cette œuvre est traduite en allemand et est publiée à Leipzig en 1743.
Ramsay traduit également des livres de l'allemand au latin, tels que : Expériences sur les sels fixes et volatils (1676) et Observations chimiques (1677), tous deux écrits par Jean Kunckel.

## Alphabet Ramsay
Son alphabet contient les cinq voyelles, qui sont omises en début et en fin de mot. La ligne d'écriture est un pentagramme imaginaire. Les mots s'écrivent par syllabes. Sa méthode diverge beaucoup de celle de Shelton, en adoptant par exemple des signes simples pour plusieurs caractères alphanumériques.